# Roger Neilson
Roger Paul Neilson (16 de junio de 1934 - 21 de junio de 2003) fue un entrenador de la Liga Nacional de Hockey, y fue responsable de muchas victorias en el juego. Es miembro del Salón de la Fama del Hockey en la categoría de constructores.
Nacido en Toronto, Ontario, después de asistir al North Toronto Collegiate Institute, la carrera como entrenador de Neilson comenzó como estudiante en la Universidad McMaster en Hamilton, Ontario, y continuó después de graduarse con un título en Educación Física tanto en hockey como en béisbol.
Neilson murió el 21 de junio de 2003 de cáncer de huesos y piel en Peterborough, Ontario, a la edad de 69 años.